# Revolution Begins
Revolution Begins — третій мініальбом шведського мелодійного дез-метал гурту Arch Enemy. Композиції з альбому записувались впродовж першої половини 2007 року, реліз альбому відбувся 31 серпня 2007 року під лейблом Century Media Records. 

## Список пісень
| #  | Назва                                            | Тривалість |
| -- | ------------------------------------------------ | ---------- |
| 1. | «Revolution Begins»                              | 4:11       |
| 2. | «Blood on Your Hands»                            | 4:41       |
| 3. | «Walk in the Shadows» (кавер-версія Queensrÿche) | 3:07       |
| 4. | «I Am Legend / Out for Blood» (live)             | 5:36       |